# Isolation (Kali Uchis)
Isolation è il primo album in studio della cantante statunitense Kali Uchis, pubblicato il 6 aprile 2018.

## Tracce
1. Body Language – 2:16
2. Miami (featuring BIA) – 4:04
3. Just a Stranger (featuring Steve Lacy) – 2:58
4. Flight 22 – 3:37
5. Your Teeth in My Neck – 3:06
6. Tyrant (featuring Jorja Smith) – 3:24
7. Dead to Me – 3:20
8. Nuestro planeta (featuring Reykon) – 3:23
9. In My Dreams (featuring Gorillaz) – 3:21
10. Gotta Get Up – 1:53
11. Tomorrow – 3:10
12. Coming Home – 2:40
13. After the Storm (featuring Tyler, the Creator & Bootsy Collins) – 3:27
14. Feel like a Fool – 3:05
15. Killer – 2:52

## Classifiche
| Classifica (2018) | Posizione massima |
| ----------------- | ----------------- |
| Belgio (Fiandre)  | 65                |
| Belgio (Vallonia) | 189               |
| Canada            | 70                |
| Paesi Bassi       | 96                |
| Regno Unito       | 62                |
| Spagna            | 72                |
| Stati Uniti       | 32                |